# Tipasa nebulosella
Tipasa nebulosella là một loài bướm đêm trong họ Noctuidae.